# استیون جوزف مونروز
استیون جوزف مونروز (انگلیسی: Steeven Joseph-Monrose؛ زادهٔ ۲۰ ژوئیهٔ ۱۹۹۰) بازیکن فوتبال اهل فرانسه است.
از باشگاه‌هایی که در آن بازی کرده‌است می‌توان به باشگاه فوتبال لانس، باشگاه فوتبال کورتریک، باشگاه فوتبال استاد برستوا ۲۹، و باشگاه فوتبال خنک اشاره کرد.
وی همچنین در تیم‌های ملی فوتبال زیر ۱۸ سال فرانسه، زیر ۱۹ سال فرانسه، زیر ۲۰ سال فرانسه، و زیر ۲۱ سال فرانسه بازی کرده‌است.